# Caso Johnny Gosch
O caso Johnny Gosch refere-se ao desaparecimento de John David "Johnny" Gosch (nascido em 12 de novembro de 1969) um entregador de jornais de 12 anos de idade em West Des Moines, Iowa. Após seu desaparecimento em 5 de setembro de 1982, foi presumido que ele foi sequestrado. Foi umas das primeiras crianças que teve o rosto estampado em caixas de leite nos Estados Unidos.
Sua mãe, Noreen Gosch, sustenta que Johnny Gosch escapou de seus captores (onde ele teria participado de um círculo de pedófilos) e visitou-a em março de 1997, mas agora ele teme por sua vida e vive sob outra identidade. O pai de Gosch, John, divorciado de Noreen desde 1993, declarou publicamente que não tinha certeza se essa visita realmente ocorreu. As autoridades não localizaram Gosch ou confirmaram o relato de Noreen Gosch, e seu destino continua a ser objeto de especulação, teorias de conspiração e disputa.
O caso recebeu publicidade em 2006, quando sua mãe alegou ter encontrado fotos na sua porta mostrando Gosch amarrado em cativeiro. Em uma das fotos é possível ver uma marca humana, (usada como uma punição ou para identificar uma pessoa escravizada ou de outra forma oprimida).
Algumas das fotos recebidas foram provadas serem de crianças de um caso em Florida, mas um dos meninos nas fotos nunca foi identificado. Noreen Gosch acredita que o menino é seu filho Johnny. Mais tarde ela declarou que recebeu ameaça de morte e que descobriu outras fotos (em 2008 e 2010) circulando em possíveis sites de pedofilia e afirmou que o FBI e a polícia se recusaram a investigar. Mais tarde, somente a foto de Gosh foi removida do website. Noreen também apontou que um chefe de polícia usou táticas para tentar parar a investigação privada feita por ela e o programas de TV como Nancy Grace "foi dirigido com um objetivo para atacar" e "tentar desacreditar" sua imagem. Detalhes da investigação foram retratados no livro "Why Johnny Can't Come Home", produzido com suporte da mãe do garoto, Noreen Gosch.

## História

### Antecedentes
Um vizinho chamado Mike relatou que observou Gosch falando com um homem robusto em um Ford Fairmont azul de dois tons com placas do Nebraska; Mike não sabia o que foi discutido porque ele estava observando da janela do seu quarto. Quando Gosch voltou para casa, Mike notou outro homem seguindo Gosch. Outra testemunha, John Rossi, viu um homem em um carro azul conversando com Gosch e "pensou que algo estava estranho". Ele olhou para a placa, mas não conseguiu lembrar o número da placa. Ele disse: "Eu continuo esperando que eu acorde no meio da noite e veja esse número na placa de carro tão distintamente como dia e a noite, mas isso não acontece". Rossi passou por hipnose e contou à polícia alguns dos números e que a placa era do condado de Warren, Iowa.

### Desaparecimento
John e Noreen Gosch, os pais de Johnny, começaram a receber telefonemas de clientes ao longo do caminho do filho, queixando-se que os jornais não foram entregues. John fez uma pesquisa superficial no bairro por volta das 6 da manhã. Ele imediatamente encontrou a carroça de Johnny cheia de jornais a duas quadras de sua casa. Os Gosches contataram imediatamente o departamento de polícia de West Des Moines e relataram o desaparecimento de Johnny. Noreen, em suas declarações públicas e em seu livro "Why Johnny Cant Home", tem criticado o que ela percebe como um tempo lento de reação das autoridades, e da política na época em que Gosch não poderia ser classificado como desaparecido até que 72 horas se passassem. Por sua estimativa, a polícia não chegou para levar seu relatório por 45 minutos. Inicialmente, a polícia passou a acreditar que Gosch era um fugitivo, mas depois eles mudaram sua declaração e sugeriram que Gosch foi sequestrado, mas eles não conseguiram estabelecer um motivo viável. Eles descobriram poucas evidências e não prenderam suspeitos em conexão com o caso. Poucos meses após seu desaparecimento em setembro de 1982, Noreen Gosch disse que seu filho foi flagrado em Oklahoma, quando um menino gritou para uma mulher pedindo ajuda antes de ser arrastado por dois homens.
Ao longo dos anos, vários investigadores particulares ajudaram os Gosches na busca de seu filho. Entre eles estão Jim Rothstein, um detetive aposentado da polícia municipal de Nova York e Ted Gunderson, um chefe aposentado do FBI de Los Angeles. Em 1984, a fotografia de Gosch apareceu ao lado de Juanita Rafaela Estevez em caixas de leite em toda a América; eles foram a segunda e a terceira crianças raptadas a terem seus rostos divulgados dessa maneira. O primeiro foi Etan Patz.

### Outro jornaleiro desaparecido
Em 12 de agosto de 1984, Eugene Martin, outro jornaleiro da área de Des Moines, desapareceu sob circunstâncias semelhantes. Ele desapareceu enquanto entregava jornais no lado sul de Des Moines. As autoridades foram incapazes de provar uma conexão entre os dois casos, mas Noreen Gosch afirma que ela foi pessoalmente informada do rapto com alguns meses de antecedência por um investigador particular que estava procurando por seu filho. Ela foi informada de que o seqüestro "aconteceria no segundo final de semana de agosto de 1984 e seria um jornaleiro do lado sul de Des Moines".

### Reivindicações de Noreen Gosch
De acordo com o relato de Noreen Gosch, ela foi acordada por volta das 2h30 da manhã de uma manhã de março de 1997, por uma batida na porta do apartamento. Esperando do lado de fora estava Johnny Gosch, agora com 27 anos, acompanhado por um homem não identificado. Gosch disse que reconheceu imediatamente o filho, que abriu a camisa para revelar uma marca de nascença no peito. "Conversamos cerca de uma hora ou uma hora e meia. Ele estava com outro homem, mas eu não tenho idéia de quem era a pessoa. Johnny olhava para a outra pessoa pedindo autorização para falar", diz Gosch. "Ele não disse onde está morando ou para onde estava indo."
Em uma entrevista de 2005, Gosch disse: "Na noite em que ele veio para cá, ele usava jeans e uma camisa e usava um casaco porque era março. Estava frio e seu cabelo era comprido; era na altura dos ombros e era em linha reta e tingido de preto. " Depois da visita, ela fez o FBI criar uma foto que ela disse que parecia com Johnny. Gosch auto-publicou um livro em 2000 intitulado "Why Johnny Can't Come Home". O livro apresenta sua compreensão do que seu filho passou, baseado na pesquisa original de vários investigadores particulares e na visita de seu filho.

### Fotos
Em 1 de setembro de 2006, Gosch relatou que encontrou fotografias na porta da frente, algumas das quais ela postou em seu site. Uma foto colorida mostra três garotos amarrados e amordaçados. Ela afirma que uma foto em preto-e-branco parece mostrar Johnny Gosch, de 12 anos de idade, com a boca amordaçada, as mãos e os pés amarrados, e uma aparente marca humana em seu ombro. Uma terceira foto mostra um homem, possivelmente morto, que pode ter algo amarrado no pescoço. A Sra. Gosch alegou que o homem era um dos "perpetradores que molestaram [meu] filho".
Mais tarde, Gosch disse que as duas primeiras fotos foram originadas em um site com pornografia infantil. Em 13 de setembro, uma carta anônima foi enviada para a polícia de Des Moines. "Cavalheiros, Alguém jogou uma piada repreensível sobre uma mãe de luto. A foto em questão não é de seu filho, mas de três garotos em Tampa, na Flórida, de 1979 a 1980, desafiando uns aos outros para um concurso de fuga. Houve uma investigação sobre essa foto, feita pelo escritório do xerife do Condado de Hillsborough (FL). Nenhuma acusação foi arquivada e nenhum delito foi estabelecido. O detetive principal do caso se chamava Zalva. Esta alegação deve ser fácil de verificar."
Nelson Zalva, que trabalhou para o condado de Hillsborough, na Flórida, na década de 1970, disse que os detalhes da carta eram verdadeiros e acrescenta que também investigou as fotos preto-e-branco em "1978 ou 1979", antes do desaparecimento de Gosch. "Eu entrevistei as crianças, e eles disseram que não havia coerção ou toque ... Eu nunca poderia provar um crime", diz Zalva.

### Documentário
Um documentário foi lançado em 2014. Foi produzido pelo vencedor do prêmio RUMUR. Chama-se  Who Took Johnny (80 minutos. Foi disponibilizado para transmissão no serviço Amazon e na Curiosity Stream. O documentário inclui entrevistas, dentre elas, está uma com os pais de Gosch.